# Oberleitungsbus Minden
| Streckenlänge: | 13,9 km | |                                           |
| |         | |                                           |
| \| \| \| Hinweis: mit Hilfsantrieb zurückgelegte Abschnitte sind hellblau dargestellt, elektrifizierte Abschnitte dunkelblau. \| \| \| \| \| \| \| \| \| \| Minden, Domeck \| \| \| \| \| Eindrahtstelle am Beginn der Lindenstraße \| \| \| \| \| Minden, Vinckestraße \| \| \| \| \| \| \| \| \| \| Weserbrücke \| \| \| \| \| Minden, Kaiserstraße \| \| \| \| \| Neesen, Hebünte \| \| \| \| \| Neesen, Niemeier \| \| \| \| \| Bahnstrecke Porta Westfalica–Häverstädt \| \| \| \| \| Bahnstrecke Hamm–Minden \| \| \| \| \| Neu-Lerbeck \| \| \| \| \| \| \| \| \| \| Neesen, Baumgarten \| \| \| \| \| Lerbeck, Schütte \| \| \| \| \| Lerbeck, Kirche \| \| \| \| \| Lerbeck, Fricke \| \| \| \| \| \| \| \| \| \| Lerbeck, Hausberger Straße \| \| \| \| \| Barkhausen, Porta \| \| \| \| \| Weserbrücke \| \| \| \| \| Bahnstrecke Hamm–Minden \| \| \| \| \| \| \| \| \| \| Bahnhof Porta \| \| \| \| \| Hausberge, Schalksburg \| \| \| \| \| Hausberge, Schäferhof \| \| \| \| \| Holzhausen, Kirche \| \| \| \| \| Holzhausen, Kreuzung \| \| \| \| \| Holzhausen, Amorkamp \| \| \| \| \| Holzhausen, Hitzepohl \| \| \| \| \| \| \| |         | |                                           |
| |         | Hinweis: mit Hilfsantrieb zurückgelegte Abschnitte sind hellblau dargestellt, elektrifizierte Abschnitte dunkelblau. |                                           |
| U-Bahn-Strecke von links (außer Betrieb) · U-Bahn-Strecke von rechts (außer Betrieb) |         | |                                           |
| U-Bahn-Strecke (außer Betrieb) · U-Bahn-Bahnhof (Strecke außer Betrieb) |         | Minden, Domeck | Minden, Domeck                            |
| U-Bahn-Betriebs-/Güterbahnhof Strecke bis hier außer Betrieb · U-Bahn-Strecke geradeaus (außer Betrieb) |         | Eindrahtstelle am Beginn der Lindenstraße                                                                            | Eindrahtstelle am Beginn der Lindenstraße |
| U-Bahn-Strecke · U-Bahn-Haltepunkt / Haltestelle Strecke bis hier außer Betrieb |         | Minden, Vinckestraße                                                                                                 | Minden, Vinckestraße                      |
| U-Bahn-Abzweig geradeaus und von links · U-Bahn-Strecke nach rechts |         | |                                           |
| U-Bahn-Brücke über Wasserlauf |         | Weserbrücke | Weserbrücke                               |
| U-Bahn-Haltepunkt / Haltestelle |         | Minden, Kaiserstraße                                                                                                 | Minden, Kaiserstraße                      |
| U-Bahn-Haltepunkt / Haltestelle |         | Neesen, Hebünte | Neesen, Hebünte                           |
| U-Bahn-Haltepunkt / Haltestelle |         | Neesen, Niemeier | Neesen, Niemeier                          |
| U-Bahn-Kreuzung mit Eisenbahn geradeaus unten (Querstrecke außer Betrieb) |         | Bahnstrecke Porta Westfalica–Häverstädt                                                                              | Bahnstrecke Porta Westfalica–Häverstädt   |
| U-Bahn-Kreuzung mit Eisenbahn geradeaus unten |         | Bahnstrecke Hamm–Minden                                                                                              | Bahnstrecke Hamm–Minden                   |
| U-Bahn-Haltepunkt / Haltestelle |         | Neu-Lerbeck | Neu-Lerbeck                               |
| U-Bahn-Abzweig geradeaus und nach links · U-Bahn-Strecke von rechts |         | |                                           |
| U-Bahn-Haltepunkt / Haltestelle · U-Bahn-Strecke |         | Neesen, Baumgarten                                                                                                   | Neesen, Baumgarten                        |
| U-Bahn-Strecke · U-Bahn-Haltepunkt / Haltestelle |         | Lerbeck, Schütte | Lerbeck, Schütte                          |
| U-Bahn-Strecke · U-Bahn-Haltepunkt / Haltestelle |         | Lerbeck, Kirche | Lerbeck, Kirche                           |
| U-Bahn-Strecke · U-Bahn-Haltepunkt / Haltestelle |         | Lerbeck, Fricke | Lerbeck, Fricke                           |
| U-Bahn-Abzweig geradeaus und von links · U-Bahn-Strecke nach rechts |         | |                                           |
| U-Bahn-Haltepunkt / Haltestelle |         | Lerbeck, Hausberger Straße                                                                                           | Lerbeck, Hausberger Straße                |
| U-Bahn-Kopfbahnhof Strecke bis hier außer Betrieb · U-Bahn-Strecke |         | Barkhausen, Porta | Barkhausen, Porta                         |
| U-Bahn-Brücke über Wasserlauf · U-Bahn-Strecke |         | Weserbrücke | Weserbrücke                               |
| U-Bahn-Kreuzung mit Eisenbahn geradeaus oben · U-Bahn-Strecke |         | Bahnstrecke Hamm–Minden                                                                                              | Bahnstrecke Hamm–Minden                   |
| U-Bahn-Strecke nach links · U-Bahn-Abzweig geradeaus, nach rechts und von rechts |         | |                                           |
| U-Bahn-Haltepunkt / Haltestelle |         | Bahnhof Porta | Bahnhof Porta                             |
| U-Bahn-Haltepunkt / Haltestelle |         | Hausberge, Schalksburg                                                                                               | Hausberge, Schalksburg                    |
| U-Bahn-Haltepunkt / Haltestelle |         | Hausberge, Schäferhof                                                                                                | Hausberge, Schäferhof                     |
| U-Bahn-Haltepunkt / Haltestelle |         | Holzhausen, Kirche                                                                                                   | Holzhausen, Kirche                        |
| U-Bahn-Haltepunkt / Haltestelle |         | Holzhausen, Kreuzung                                                                                                 | Holzhausen, Kreuzung                      |
| U-Bahn-Haltepunkt / Haltestelle |         | Holzhausen, Amorkamp                                                                                                 | Holzhausen, Amorkamp                      |
| U-Bahn-Bahnhof |         | Holzhausen, Hitzepohl                                                                                                | Holzhausen, Hitzepohl                     |
| |         | |                                           |

Der Oberleitungsbus Minden war das Oberleitungsbus-System der ostwestfälischen Stadt Minden in Nordrhein-Westfalen. Es bestand von 1953 bis 1965 und wurde – wie die zwischen 1893 und 1959 verkehrende Straßenbahn Minden – von der EMR GmbH Kraftverkehr betrieben. Hierbei handelte es sich um eine Tochtergesellschaft des Elektrizitätswerks Minden-Ravensberg, aus der später die heute nicht mehr existierenden Verkehrsbetriebe Minden-Ravensberg (VMR) entstanden. Der Oberleitungsbus wurde nach seiner Stilllegung durch Omnibusse ersetzt.

## Geschichte

### Vorgeschichte und Eröffnung
Nach dem Zweiten Weltkrieg galt die Mindener Straßenbahn als technisch veraltet. Da sie überwiegend eingleisig trassiert war und dadurch dem stark zunehmenden zweiseitig fahrenden motorisierten Individualverkehr in die Quere kam, war sie zum Verkehrshindernis geworden. Nach damaligen Vorstellungen sollten Obusse die Straßenbahn ersetzen, eine für das betreibende Elektrizitätswerk folgerichtige und wirtschaftliche Entscheidung. Zudem war der elektrische Betrieb damals günstiger, weil Dieselbusse in den 1950er Jahren noch nicht von der Mineralölsteuer befreit waren.
Versuchsweise rüstete das Unternehmen daher eine durch Kraftomnibusse bediente Strecke teilweise für den Obus-Betrieb um. Die Wahl fiel auf die 1928 eröffnete und damals stark genutzte Überlandbuslinie 8, sie verband die Mindener Innenstadt mit Vlotho. Die Obus-Linie O8, der Zusatzbuchstabe stand für Obus, verkehrte ab dem 19. Dezember 1953 im 30-Minuten-Takt als Radiallinie zwischen Minden und Holzhausen. Die circa zehn Kilometer lange Obus-Überlandstrecke führte über den Stadtbezirk Rechtes Weserufer und die damals selbständigen Gemeinden Neesen, Lerbeck und Hausberge nach Holzhausen, mittlerweile alles Stadtteile von Porta Westfalica. Die südliche Endstation war der Holzhausener Ortsteil Hitzepohl. Als Fahrtziel war an den Oberleitungsbussen „Vlotho“ angeschrieben; ab der Haltestelle Hitzepol erfolgte die Weiterbeförderung jedoch mit Dieselbussen. Diese bedienten auf der Fahrt dorthin zusätzlich noch die Gemeinden Holtrup und Uffeln.
Als Besonderheit stand in der Mindener Altstadt keine durchgehende Oberleitung zur Verfügung, rund um den Mindener Dom durften aus ästhetischen Gründen keine Fahrdrähte installiert werden. Die Obusse überbrückten somit im Zentrum eine circa 300 Meter lange Strecke mit ihrem Hilfsantrieb. Sie drahteten aus Richtung Holzhausen kommend an der Haltestelle Vinckestraße ab – diese befand sich auf dem Großen Domhof, vor der ehemaligen Hauptpost. Eingedrahtet wurde auf der Rückfahrt am Beginn der Lindenstraße, vor dem damaligen Kino Scala. Von dieser Betriebsstelle aus – wo kein Fahrgastwechsel stattfand – führte die elektrifizierte Strecke über die Tonhallenstraße und den Klausenwall zurück zur Weserbrücke. Die Häuserblockschleife in der Altstadt wurde somit entgegen dem Uhrzeigersinn befahren.
Minden war nach dem Oberleitungsbus Rheydt einer der ersten Obus-Betriebe weltweit, welcher Hilfsmotoren verwendete. Anders als in Rheydt diente der Zusatzantrieb in Minden erstmals auch der Fahrgastbeförderung. Das Notfahraggregat benötigten die Fahrzeuge außerdem, um den circa einen Kilometer abseits der Stammstrecke gelegenen und gemeinsam mit der Straßenbahn genutzten Betriebshof an der Portastraße zu erreichen. Das Ab- und Anlegen der Stromabnehmerstangen erfolgte manuell durch den Schaffner, automatische Systeme waren damals noch nicht verfügbar.
Die Obus-Endhaltestelle Domeck befand sich auf dem Kleinen Domhof, vor dem Alten Stadthaus. Dort entstand 1955/56 auch der neue zentrale Busbahnhof der Stadt. Im Gegensatz dazu bestand zur Straßenbahn kein direkter Übergang, sie verkehrte noch bis zu ihrer Stilllegung 1959 über den Markt.

### Erweiterungen

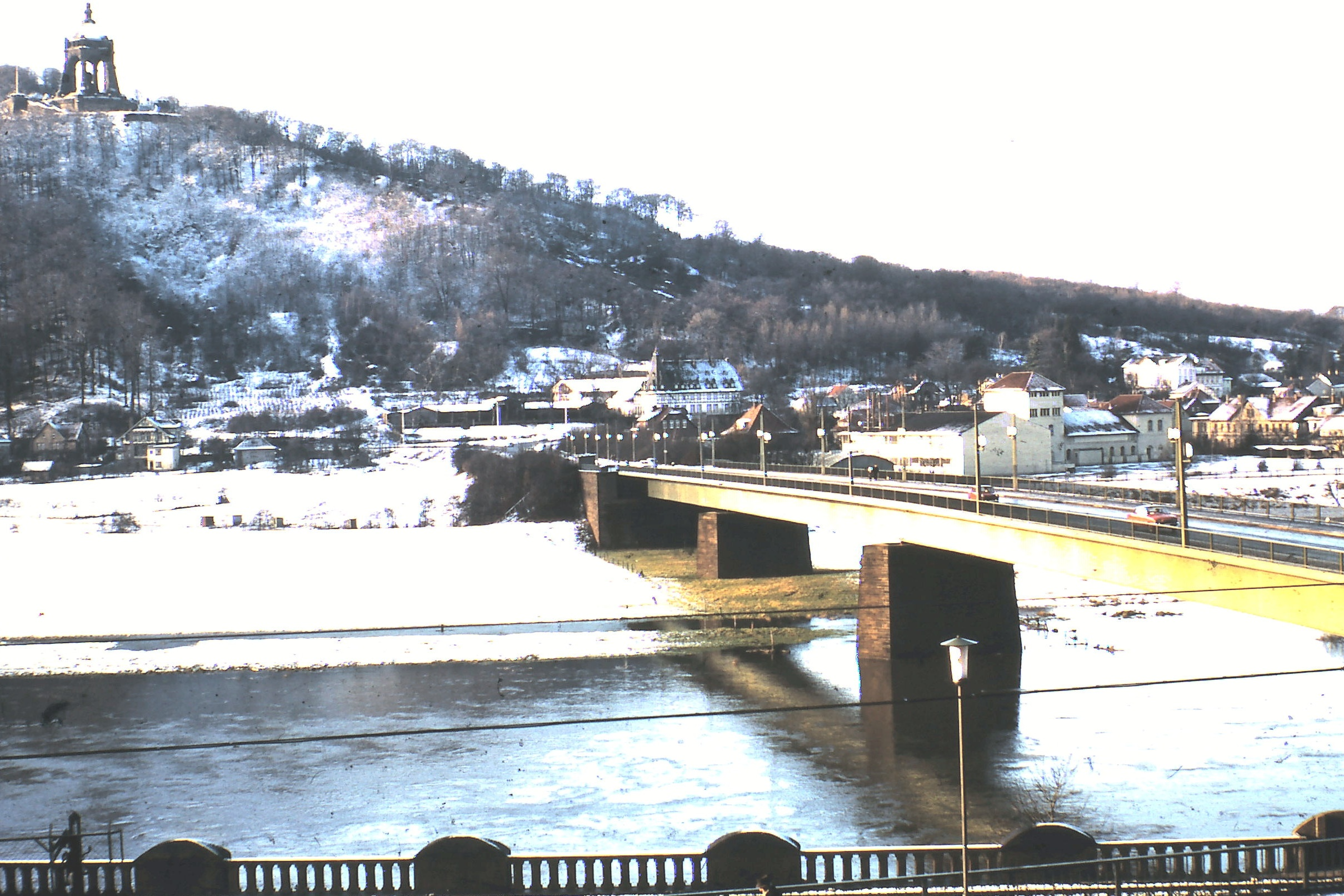
Weserbrücke Porta, 1957

Die Obus-Infrastruktur wurde zweimal geringfügig erweitert. Nach Fertigstellung einer neuen Weserbrücke zwischen Hausberge und Barkhausen konnte am 29. Mai 1954 eine circa 700 Meter lange Stichstrecke zur Straßenbahn-Endstation Porta beim Hotel Kaiserhof eröffnet werden. Um eine Kreuzung mit den Oberleitungen der Straßenbahn zu vermeiden, verzichtete man im Bereich der Wendeschleife Porta auf die Anlage einer Fahrleitungsschleife – die dortige Kehrfahrt erfolgte ebenfalls mittels Hilfsantrieb. Die Weserbrücke befand sich damals nördlich des Bahnhofs Porta, dem heutigen Bahnhof Porta Westfalica, der somit ebenfalls angefahren werden konnte. Die Brücke wurde Ende der 1990er Jahre im Zuge des Schnellstraßenbaus abgerissen und durch den heutigen – weiter südlich gelegenen – Übergang abgelöst.
Der Zweig nach Porta war der erste Schritt die Straßenbahn zwischen Minden und Porta zu ersetzen. Dadurch wäre auch die provisorische Wendeschleife ohne Fahrleitung überflüssig geworden. Nahe dem östlichen Brückenkopf wurde ein Fahrleitungsdreieck eingebaut, obwohl die Übereckverbindung Minden – Barkhausen über Lerbeck verkehrlich unbedeutend war. Wegen eines Felsrutsches im Bereich des Jakobsbergs war der durchgehende Betrieb nördlich des Bahnhofs längere Zeit unterbrochen. Die Bedienung beschränkte sich daher vorübergehend auf die beiden Teilabschnitte Minden – Lerbeck und Porta – Hitzepohl.
Im Herbst 1954 folgte eine ungefähr zwei Kilometer lange Streckenergänzung zur Bedienung der Siedlung Neu-Lerbeck sowie der Lerbecker Ortsmitte. Zuvor tangierte der Obus die Gemeinde nur am westlichen Rand im Zuge der Hausberger Straße. Der alternative Linienweg zweigte an der damaligen Haltestelle Neu-Lerbeck – die sich noch auf Neesener Gemarkung, vor der Kreuzung mit der Meißener Straße befand – von der bestehenden Strecke ab. Ab dort folgte sie dem Kirchweg und der Straße Zur Porta, die früher Dorfstraße hieß. Jeder zweite Kurs bediente fortan die Lerbecker Ortsmitte. Damit erreichte der Oberleitungsbus Minden seine maximale Ausdehnung von 13,9 Kilometern.

### Einstellung
Schnell erkannte man beim Obus-Betrieb jedoch einen Mangel an Flexibilität und beschloss daraufhin die Straßenbahn nicht durch Obusse, sondern durch herkömmliche Kraftomnibusse zu ersetzen. Nach damaliger Auffassung war der öffentliche Personennahverkehr einer Mittelstadt nur mit einem einzigen Verkehrsträger sinnvoll zu bewältigen – und zwar mit dem Dieselbus. Der Oberleitungsbus Minden ersetzte somit keine einzige Straßenbahnstrecke, am 20. Juli 1965 − über fünf Jahre nach Stilllegung der Straßenbahn – endete schließlich auch der Obusbetrieb.
Heute wird die ehemals durchgehende Linie 8 von der Linie 408 bis Hausberge bedient, dort besteht Anschluss an die Linie 418 nach Hitzepohl. Die Verbindung Hausberge – Vlotho wird heute hingegen nur noch im Schülerverkehr angeboten. Auf der linken Weserseite verkehren durchgehende Busse bis Hausberge, die jedoch den Bahnhof Porta Westfalica nicht anfahren.

## Fahrzeuge
Für den Oberleitungsbus Minden wurden bei der Waggonfabrik Uerdingen und Henschel & Sohn fünf Solowagen des Typs ÜHIIIs mit den Betriebsnummern 1 bis 5 beschafft, ihre elektrische Ausrüstung stammte von den Siemens-Schuckertwerken. Der für die Bedienung der Mindener Innenstadt und der Endstelle Porta notwendige Volkswagen-Hilfsantrieb erlaubte nur eine geringe Höchstgeschwindigkeit von 25 Kilometern in der Stunde. Zusätzlich kamen auch Anhänger zum Einsatz, in denen auch geraucht werden durfte.
Vier Obusse wurden 1965 an den Oberleitungsbus Solingen verkauft, wo sie unter den neuen Nummern 76 bis 79 noch einige Jahre in Betrieb standen. Der fünfte Wagen wurde durch einen Unfall stark beschädigt.

## Heutige Haltestellenbezeichnungen
Einige der früheren Obus-Haltestellen wechselten später ihre Bezeichnung, teilweise auch mehrmals:
- Minden, Kaiserstraße: zwischenzeitlich Minden, Hausberger Straße, heute Minden, Kanzlers Weide
- Neesen, Niemeier: heute Neesen, Mittelfeldstraße
- Neu-Lerbeck: heute Neesen, Meißener Straße
- Lerbeck, Schütte: zwischenzeitlich Lerbeck, Kirchweg, heute Lerbeck, Georg-Rost-Straße
- Lerbeck, Fricke: heute Lerbeck, Pfahlweg
- Lerbeck, Hausberger Straße: heute Lerbeck, Hausberger Straße 14